# FC Rot-Weiß Érfurt
El FC Rot-Weiß Érfurt (en alemán y oficialmente: Fußballclub Rot-Weiß Erfurt e.V.) es un club de fútbol alemán de la ciudad de Erfurt, capital del Bundesland de Turingia. Fue fundado el 26 de enero de 1966 y actualmente participa de la Regionalliga Nordost de Alemania.

## Entrenadores
| - 1964–1966: Helmut Nordhaus Alemania - 1966–1970: Martin Schwendler Alemania - 1970–1971: Gerhard Bäßler Alemania - 1971–1973: Siegfried Vollrath Alemania - 1973–1978: Gerhard Bäßler Alemania - 1978–1982: Manfred Pfeifer Alemania - 1982–1984: Siegmar Menz Alemania - 1984–1987: Hans Meyer Alemania - 1987–1988: Manfred Pfeifer Alemania - 1988–1990: Wilfried Gröbner Alemania - 1990–1991: Lothar Kurbjuweit Alemania - 1991: Rüdiger Schnuphase Alemania - 1991–1992: Josip Kuže † Croacia - 1992: Rüdiger Schnuphase Alemania - 1992–1995: Klaus Goldbach Alemania - 1995: Horst Kiesewetter Alemania - 1995–1997: Frank Engel Alemania - 1997: Hans-Günter Schröder Alemania - 1997: Rudolf Gores Alemania - 1997–2000: Jürgen Raab Alemania - 2000: Frank Engel Alemania - 2000–2001: Hans-Ulrich Thomale Alemania | - 2001–2002: Jens Große Alemania - 2002–2003: Michael Feichtenbeiner Alemania - 2003: Alois Schwartz Alemania - 2003–2005: René Müller Alemania - 2005: Ján Kocian Eslovaquia - 2005–2008: Pavel Dotchev Bulgaria - 2008: Heiko Nowak Alemania - 2008–2009: Karsten Baumann Alemania - 2009: Henri Fuchs Alemania - 2009–2010: Rainer Hörgl Alemania - 2010–2012: Stefan Emmerling Alemania - 2012: Christian Preußer Alemania - 2012–2013: Alois Schwartz Alemania - 2013–2015: Walter Kogler Austria - 2015 : Christian Preußer Alemania - 2016–2017: Stefan Krämer Alemania - 2017: David Bergner Alemania - 2017–2018: Stefan Emmerling Alemania - 2018-2019: Thomas Brdarić Croacia - 2019–2020: Robin Krüger Alemania - 2020-Act.: Goran Miščević Croacia |

## Palmarés
- DDR-Oberliga (2): 1953/54, 1954/55
- NOFV-Oberliga Süd (1): 2021/22
- Copa de Turingia (9): 1993/94, 1997/98, 1999/2000, 2000/01, 2001/02, 2002/03, 2007/08, 2008/09, 2016/17

## Participación en competiciones europeas
| Temporada | Competición | Ronda | Club           | Cómputo global | Ida     | Vuelta  |
| --------- | ----------- | ----- | -------------- | -------------- | ------- | ------- |
| 1991/92   | UEFA Cup    | 1R    | FC Groningen   | 2-0            | 1-0 (F) | 1-0 (C) |
| 1991/92   | UEFA Cup    | 2R    | Ajax Amsterdam | 1-5            | 1-2 (C) | 0-3 (F) |

## Rivalidad
Su máximo rival es su vecino, Carl Zeiss Jena.